# عملیات سری
عملیات سری عملیات اطلاعاتی (جاسوسی) یا عملیات نظامی است که به گونه‌ای انجام می‌شود که عموم مردم یا نیروهای دشمن خاص از انجام آن بی‌خبر می‌مانند.

## تعریف
فرهنگ لغت وزارت دفاع برای اصطلاحات نظامی و مرتبط (با انتشار مشترک JP1-02 در ۵ ژانویه ۲۰۰۷) عملیات سری را اینگونه تعریف می‌کند: عملیاتی که وزارت یا سازمان‌های دولتی، به گونه‌ای پشتیبانی می‌کنند یا انجام می‌دهند که از محرمانگی یا پنهانی بودن آن مطمئن شوند. فرق عملیات پنهانی با عملیات سری در این است که عملیات پنهانی، هویت پشتیبان یا انجام دهنده را پنهان می‌کند؛ ولی عملیات سری، انجام عملیات را پنهان می‌کند؛ یعنی وجود عملیات پنهانی را می‌توان انکار کرد. در عملیات ویژه، ممکن است یک کار، به هر دو صورت سری و پنهانی انجام شود و ممکن است به اندازه برابر به ملاحظات عملیاتی و کارهای اطلاعاتی، توجه شود.

## تفاوت با عملیات پنهانی
بیشتر عملیات‌های سری، در رابطه با گردآوری اطلاعات است و معمولاً با هر دو روش مأمور مخفی اطلاعاتی و حسگرهای مخفی انجام می‌شوند. کارگذاری دستگاه‌های شنود ارتباطی کابل‌های زمینی و زیردریایی، دوربین، میکروفون، حسگرهای ترافیک، نظارت‌گرهایی مانند بویشگر، و سامانه‌های مشابه، نیاز دارد که مأموریت، ناشناس و بدون برانگیختن شک انجام شود. همچنین، عملیات پنهانی، ممکن است با زیردریایی بدون سرنشین، ماهواره شناسایی (جاسوسی) مانند میستی، پهپاد پایین‌پرواز، یا حسگرهای راه دور (مانند آنچه در عملیات ایگلو وایت و پس از آن استفاده شد)، یا انسان کارگذاشته، انجام شوند.
ممکن است برخی عملیات‌ها به هر دو صورت پنهانی و سری انجام شوند. مانند استفاده از حسگرهای کنترل از راه دور پنهان‌شده یا زیرِ نظر گیرانِ انسانی برای حمله مستقیم توپخانه و حمله هوایی که هر دو به نظر، آشکار می‌آیند؛ یعنی به دشمن، هشدار داده می‌شود و دشمن، هدف خود را شناسایی کرده است؛ ولی روش هدف‌گیری (روش اصلی مورد استفاده برای جانمایی هدف) می‌تواند مخفی بماند.

## نمونه
در جنگ جهانی دوم، به هدف‌هایی که با تحلیل رمز ارتباطات رادیویی، شناسایی می‌شدند تنها در صورتی حمله می‌شد که شناسایی هوایی در آن منطقه انجام شده بود یا در صورتی دستور تیراندازی به دریابد یاماموتو ایسوروکو صادر می‌شد که پیدا شدن جای او را بتوان به نگهبانان ساحلی، نسبت داد. در دوره جنگ ویتنام، کامیون‌هایی که در تریل هو شی مین (Ho Chi Minh trail)، هدف حمله بودند کاملاً از وجود حسگرهای مخفی، مانند حس‌گرهای کلاغ سیاه که جرقه‌های موتور خودروها را شناسایی می‌کردند بی‌خبر بودند. همچنین گشت‌های سری نیز می‌توانستند آنها را شناسایی کنند. مزاحمت و ممنوعیت یا قوانین منطقه آتش‌به‌اختیار هم می‌تواند باعث شود به دلایل کاملاً تصادفی به یک هدف، حمله شود.
تا دهه ۱۹۷۰ (میلادی) عملیات سری، درونمایه‌ای سیاسی داشت و هدف آن بیشتر، کمک‌رسانی به گروه‌ها یا کشورهایی بود که پشتیبانان این عملیات‌ها به آنها علاقه داشتند. نمونه آن همکاری اطلاعاتی ایالات متحده آمریکا برای شناسایی جنایتکاران جنگی آلمان نازی و امپراتوری ژاپن، پس از جنگ جهانی دوم است. امروز، شمار زیادی از اینگونه عملیات انجام می‌شود که عملیات سری مرتبط با فناوری را نیز در بر می‌گیرد.

## دیگر گونه‌های عملیات
- عملیات کیف سیاه
- عملیات استینگ
- عملیات مخفیانه
- عملیات پنهانی
- عملیات نظامی
- عملیات سیاه
- عملیات ویژه
- ستون پنجم
- انکارپذیری موجه